# أكمية باهتة
أكمية باهتة (الاسم العلمي: Aechmea pallida) هو نوع نباتي يتبع جنس الأكمية من فصيلة البروميلية.